# لیزرتگ
لیزرتگ (به انگلیسی: Laser tag) را می‌توان به عنوان ورزشی تیمی یا انفرادی یا فعالیتی تفریحی تعریف نمود که در آن هر بازیکن تلاش می‌کند برای کسب امتیاز با اسلحه لیزری به اهدافی مختلف شلیک کند و به‌طور معمول تجهیزات مورد استفاده توسط بازیکنان از تکنولوژی لیزر و گیرنده‌های لیزر بهره می‌برد. جلیقه‌ای که توسط هر بازیکن پوشیده می‌شود مجهز به سنسورهای حساس به نور لیزر بوده و گاهی نیز سنسورهایی در محل‌های مختلف زمین بازی جهت فعال یا خنثی نمودن اهدافی از قبیل بمب یا مین تعبیه می‌شود. لیزرتگ از زمان تولد خود در سال ۱۹۷۹ میلادی در دو سبک سالن سرپوشیده و فضای باز، بازی می‌شود.
لیزرتگ میان طیف گسترده‌ای از سنین مختلف محبوبیت دارد و در مقایسه با پینتبال، به دلیل اینکه در لیزرتگ از پرتابه‌های فیزیکی استفاده نمی‌شود بدون درد بوده و حتی در نسخه‌های بازی در فضای سرپوشیده خطرات فیزیکی به حداقل می‌رسد، چرا که اکثر باشگاه‌ها دویدن، بازی خطرناک و سر و صدا کردن نامعمول را ممنوع کرده‌اند.

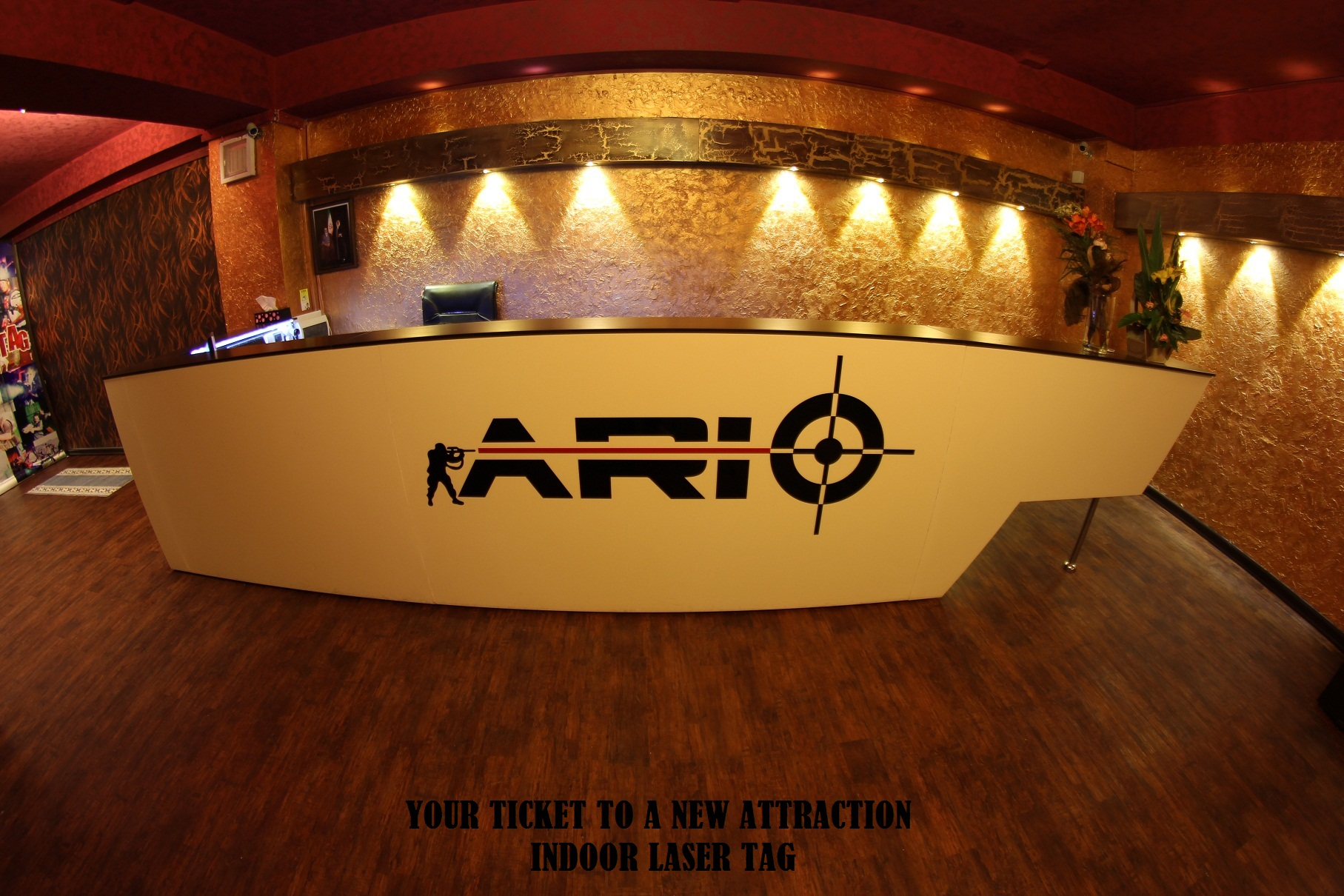
محیط لابی

## تاریخچه
در اواخر دهه هفتاد میلادی و اوایل دهه هشتاد ارتش ایالات متحده سیستمی که از پرتوهای لیزر استفاده می‌کرد را جهت «آموزش مبارزه» راه‌اندازی نمود که امروزه سیستم‌های مشابه توسط شرکت‌های مختلفی تولید شده و در بسیاری از ارتش‌ها و نیروهای مسلح سراسر دنیا استفاده می‌شود.
اولین نسخه تجاری از این تکنولوژی توسط شرکت الکترونیکی پیشتازان فضا در قالب ست‌های اسلحه به بازار عرضه شد و در سال ۱۹۸۲ میلادی، جورج کارتر فرایند طراحی سیستم‌هایی مبتنی بر یک محیط بازی را آغاز نمود که احتمالاً این ایده هنگام تماشای سینمایی جنگ ستارگان شکل گرفته‌است! وی سرانجام اولین مرکز فوتون را در تاریخ ۲۴ مارس ۱۹۸۴ در دالاس، تگزاس افتتاح نمود که سال‌ها بعد (۱۷ نوامبر ۲۰۰۵) توسط انجمن بین‌المللی لیزرتگ مورد تقدیر قرار گرفت. روی این جایزه حک شده‌است: «تقدیم شده به جورج کارتر در به رسمیت شناختن مخترع و بنیانگذار صنعت لیزرتگ.» امروزه تعداد بسیار زیادی از زمین‌های بازی و شرکت‌های متنوع تولیدکننده تجهیزات در دنیا وجود دارند که محصولات خود را جهت استفاده خانگی یا در سطح حرفه‌ای ارائه می‌دهند.

## تجهیزات و تکنولوژی

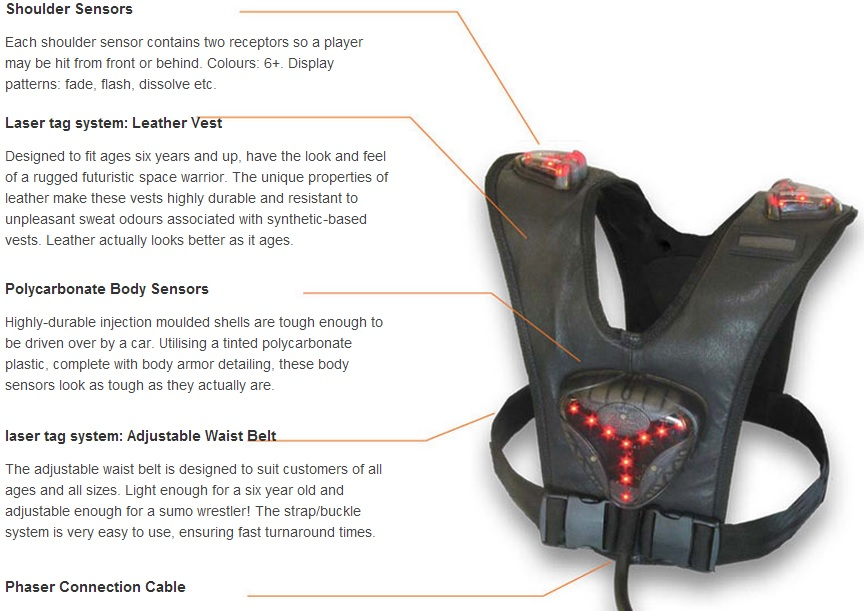
لباس لیزرتگ

سیستم‌های لیزرتگ به‌طور گسترده‌ای در توانایی‌های فنی خود و برنامه‌های کاربردی آن‌ها متفاوت‌اند. مکانیک بازی در لیزرتگ ارتباط نزدیکی با سخت‌افزار مورد استفاده، قابلیت‌های ارتباطی سیستم، پیکربندی نرم‌افزار تعبیه شده جهت راه‌اندازی تجهیزات، یکپارچه سازی بین تجهیزات بازیکن و دستگاه‌های مورد استفاده در محیط بازی دارد. در نتیجه مکانیک بازی می‌تواند منجر به طیف گسترده‌ای از کاربری از قبیل شبیه‌سازی‌های رزمی بسیار واقعی تا حالات فانتزی با الهام از داستان‌های علمی تخیلی و بازی‌های ویدئویی شود. نرخ آتش، اهداف، اثرات مورد اصابت قرارگرفتن، تعداد جان‌ها و پارامترهای دیگر می‌تواند اغلب در طراحی برای بازی‌های مختلف مورد استفاده قرار گیرند.
تولیدکننده‌های متعددی وجود دارند که بر اساس نیاز کاربران خود اقدام به طراحی و تولید تجهیزات لیزرتگ می‌کنند. از مشهورترین تولیدکنندگان تجهیزات لیزرتگ می‌توان به کمپانی لیزروار روسیه اشاره کرد که تولیدات آن در ایران هم با استقبال مواجه شده‌است.

## انواع سناریوهای بازی
قابلیت‌های سخت‌افزاری و نرم‌افزاری ورزش لیزرتگ امکان تعریف اهداف، مأموریت‌ها و سناریوهای مختلف بازی را به اوپراتور می‌دهد که چند نمونه از سناریوهای این رشته در زیر آمده‌است:
1. Normal Match: در این نوع از بازی دو تیم در وقت تعیین شده با یکدیگر به مبارزه می‌پردازند و در پایان سیستم نرم‌افزاری بازی با محاسبه تعداد زده‌ها و خورده‌های هر بازیکن، تیم برنده را اعلام می‌نماید.
2. Team Death Match: در این فرمت از بازی تعداد جان‌های بازیکنان هر تیم محدود می‌باشد (معمولاً هر بازیکن ۳ جان) و بازی با پیروزی تیمی که تمامی بازیکنان تیم مقابل را اصطلاحاً شات کرده باشد به پایان می‌رسد.
3. V.I.P Escort: در این سناریو یک تیم بادی گاردهای بازیکن V.I.P (اصطلاحاً فرمانده) هستند و وظیفه آن‌ها محافظت کردن از فرمانده حین انجام مأموریتی بخصوص است. وظیفه بازیکنان تیم مقابل که تعداد جان‌های محدودی دارند، شات کردن فرمانده تیم حریف قبل از انجام مأموریت است.
4. Capture the Base: سناریوی متداول با تعداد جان‌های محدود و حول مبارزه بر سر یک نقطه کلیدی در محیط بازی یا دفاع از پایگاه تیم حین مبارزه و حمله برای تسخیر پایگاه تیم مقابل است. محیط بازی

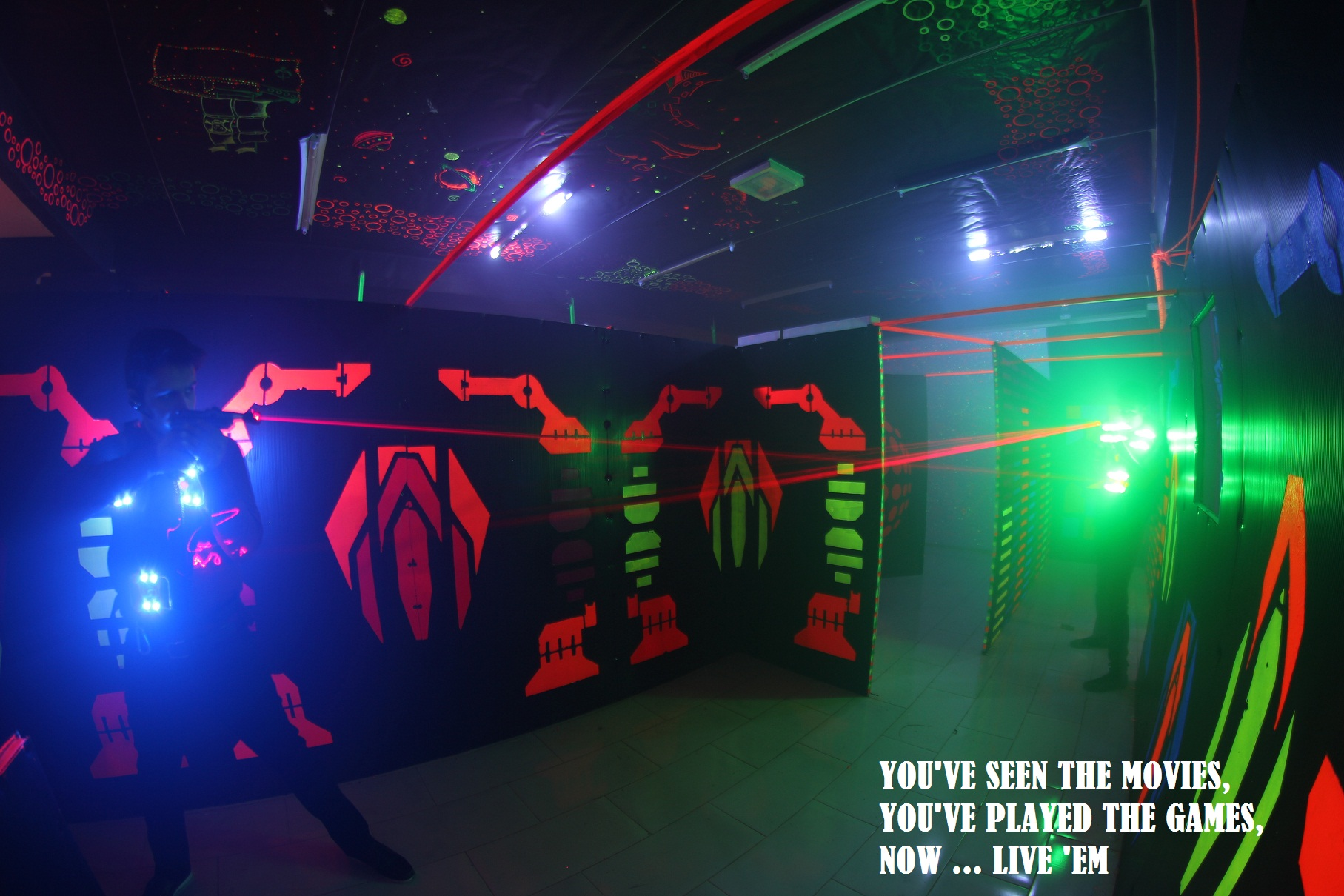
محیط بازی

## مسابقات
امروزه مسابقات جهانی لیزرتگ در سبک‌های مختلف برگزار می‌شود که از جمله کشورهای مطرح در این زمینه می‌توان به روسیه، استرالیا، آمریکا، سوئد، فنلاند و انگلستان اشاره کرد.
ورزش نوپای لیزرتگ در ایران در حال شکل‌گیری و پیشرفت در سطوح مختلف می‌باشد و علاقه به سرمایه‌گذاری در این زمینه تا کنون منجر به تأسیس چندین باشگاه مختلف در سطح آماتوری و تفریحی در شهرها و مجموعه‌هایی همچون اکوکلاب کرج، تهران، تبریز، یزد، ساری، گرگان، اهواز، نور، ماهشهر و مشهد و گنبد شده‌است. شایان ذکر است نخستین باشگاه حرفه‌ای ایران از اسفند ۹۲ در شهر کرج و با نام لیزرتگ آریو شروع به فعالیت نموده‌است.